# ハンフリー・リトルトン
ハンフリー・リトルトン（Humphrey Littleton　or Humphrey Lyttelton、? - 1606年4月7日）は、1605年の火薬陰謀事件に関連して1606年に処刑されたイングランド人。当時、カトリックが弾圧されていたイングランドにおいて、敬虔なカトリック教徒の一家と知られたリトルトン家の一員であり、火薬陰謀事件の関係者らと面識があった。1605年11月4日に事件が露見し、当局が犯人一味を指名手配すると、その1人であるロバート・ウィンターと、協力者で血縁のスティーブン・リトルトンを自宅ヘイグリー・パークに匿うが、1606年1月9日に使用人の通報によって摘発される。ハンフリー自身も逮捕されて取り調べを受けるが、死刑を回避するため、イエズス会のエドワード・オールドコーン神父がハインドリップ・ホールに匿われていることを暴露した。これは結果としてオールドコーン以外に、イングランドにおけるイエズス会の要人ヘンリー・ガーネット神父、数々の聖職者の巣穴を構築して1597年のジョン・ジェラード神父のロンドン塔脱獄にも関与したと言われるニコラス・オーウェン平修士の拘束にもつながった。しかし、減刑にはならず、ウスターのレッド・ヒルにてオールドコーン、スティーブン・リトルトンと共に大逆罪で首吊り・内臓抉り・四つ裂きの刑に処された。

## 来歴
ハンフリー・リトルトンは、サー・ジョン・リトルトンの8人の息子の内の1人で、フランクリーの生まれ。議員資格を持ち、エセックス伯の反乱に加担して獄死したジョン・リトルトンの兄弟もしくは従兄弟にあたる。このジョンはヘイグリー、フランクリー、アッパー・アーリー、ハレソウエンの領地を持っていたが失った。これら財産は、ヘイグリー・パークに住んでいたムリエルまたはメリエルと呼ばれた彼の未亡人に対して、1603年にジェームズ1世が回復している。
リトルトンは、1605年11月に発覚した火薬陰謀事件に関与することになるが、陰謀が露見する前は、計画についてほとんど知らなかった。彼は計画の首謀者であるロバート・ケイツビーがフランドル地方で戦うための連隊を編成していると認識していた。また、ケイツビーから、リトルトンの隠し子を自分の従者（ペイジ）にしたいという申し出もあった。
ハンフリーはケイツビーからダンチャーチに呼び出されていたが、陰謀が露見した後は彼らと行動を共にすることを拒否した。ケイツビーらは、ハンフリーの甥スティーヴン・ハンフリー（兄ジョージの息子）に紹介されて、彼の地所であるホルベッチ・ハウスへ向かったが、11月8日に当局の襲撃を受けて、一味は捕縛か死亡した。
襲撃前にスティーヴンは、一味のロバート・ウィンターと逃げ出しており、ハンフリーを頼って現れた。
リトルトンは小作人を手配して2人の逃亡者を自分の家ヘイグリー・パークに匿わせ、使用人たちに秘密を守るように命令した。ところが1606年1月9日、料理人ジョン・フィンウッドが彼らの存在を当局に通報したため、捜索隊が差し向けられた。リトルトンは「誰も匿っていない」と抗議したが、邸内の探索が行われ、別の使用人デビッド・ベイトが2人が中庭から逃亡しようとしていることを示して逮捕につながった。陰謀の中核メンバーであったウィンターは、1月30日に大逆罪で処刑された。
ハンフリーは逃亡したが、スタフォードシャーのプレストウッドで捕縛された。ウスターで死刑宣告されたが1月26日に助命を請い、神父がいる居場所を密告した。
リトルトンはエドワード・オールドコーン神父を訪ねてミサを受けたことがあり、神父がハインドリップ・ホールにいることを知っていた。既にハインドリップ・ホールの探索は始まっており、実際、ここにはオールドコーン以外にもイングランドにおけるイエズス会の要人ヘンリー・ガーネット、多数の聖職者の巣穴を作ったことで知られるニコラス・オーウェン、また、ラルフ・アシュレイらイエズス会関係者が潜んでいた。オーウェン自身が作った巧妙な司祭の巣穴によって数日にわたって探索者たちの手から逃れていたものの、リトルトンの供述が決め手となって探索は打ち切られず、ついに1月26日に疲弊したガーネットとオールドコーンが当局に投降した。
オールドコーンの裁判において、リトルトンは公に許しを求め、友人を裏切った自分は死に値すると信じていた。ハンフリーは当局に協力したにもかかわらず、1606年4月7日、ウスター市郊外のレッド・ヒルにて、オールドコーン、ジョン・ウィンター、ラルフ・アシュレイと共に首吊り・内臓抉り・四つ裂きの刑によって処刑された。また、ヘイグリーの小作人ジョン・パークスとその使用人トマス・バーフォードも逃亡者幇助の罪で処刑された。
オーウェンは拷問の末に死亡していた。ガーネットはロンドンで首吊り・内臓抉り・四つ裂きの刑、スティーブン・リトルトンはスタッフォードで処刑された。